# Edition text + kritik
 (février 2020).
Si vous disposez d'ouvrages ou d'articles de référence ou si vous connaissez des sites web de qualité traitant du thème abordé ici, merci de compléter l'article en donnant les références utiles à sa vérifiabilité et en les liant à la section « Notes et références ».
Ne doit pas être confondu avec Text + Kritik.
edition text + kritik (et+k) est un éditeur allemand spécialisé dans les études culturelles, en particulier la littérature, la musique et le cinéma des XXe et XXIe siècles. Son siège est établi à Munich.

## Histoire
L'éditeur doit son nom au magazine TEXT + KRITIK, fondé en 1963 par Heinz Ludwig Arnold et repris par Boorberg Verlag en 1969. En plus du magazine, un vaste programme de sciences humaines s'est rapidement développé avec plus de 1 000 titres disponibles dans les domaines de la littérature, de la musique, du cinéma et des études culturelles. Le programme contient également de nombreuses séries et ouvrages de référence sous forme de feuilles mobiles. Une soixantaine de nouveaux titres paraissent chaque année.
Au 1er janvier 1975, edition text + kritik est devenu un éditeur indépendant sous la forme juridique d'une Gmbh. Au début de l'année 2009, l'éditeur est repris par Boorberg Verlag. Heinz Ludwig Arnold reste rédacteur en chef du magazine TEXT + KRITIK jusqu'à sa mort en 2011. Berndt Oesterhelt en est éditeur depuis 1975.